# Джаунпурський султанат
Джаунпурський султанат — держава, що правила частиною північного Індостану під час послаблення династії Туґлак. Керувалася правителями з династії Шаркі. Був підкорений династією Лоді у 1479 році.

## Історія
Засновником держави й династії став євнух Малік Сарвар, який просунувся кар'єрними щаблями за час володарювання султана Фіроз Шах Туґхлака. У 1389 році від султана Абу-Бакр-шаха отримує в управління Джаунпур й титул ходжа-і-джахан. Скориставшись боротьбою за владу серед представників династії Туґхлак, Малік Сарвар значно зміцнив і розширив свою владу. Зрештою у 1394 році після смерті султана Насир-уд-діна Мухамад-шаха оголосив себе незалежним володарем. Його влада поширювалася до Аліґарха на заході, а на сході під вплив Сарвара підпав Тірхут.
Після короткого правління Мубарак-шаха (1399—1402) значний внесок в економічний і культурний розвиток зробив Ібрагім-шах (1402—1436), який був освіченою людиною, покровителем науки. Саме в цей час Джаунпур став відомий як центр мусульманського мистецтва й науки. Його називали «Ширазом Індії». При цьому проводив активну зовнішню політику. У 1418 році повалив Раджу Ганеша, індуського правителя Бенгалії. У внутрішній політиці надавав перевагу мусульманам, притискуючи індусів.
Махмуд-шах (1436–1457) протягом більшої частини свого правління вів з перемінним успіхом війни проти Малавського та Делійського султанатів.
Войовничим був і Хусейн-шах (1458–1479), який посів трон після Мухаммад-шаха (1457–1458). Спочатку здійснив успішний похід до Орісси. Проте згодом вимушений був протистояти Бахлул Хану Лоді. Зрештою зазнав поразки й втратив свою державу. У 1489 році, після смерті Бахлул Хана, Хусейн-шах спробував повернути свої володіння, але зазнав поразки від Сікандера Лоді, вимушений був тікати до Бенгалії, де й помер. З цим держава Джаунпур й династія Шаркі припинилася.